# Tomb Raider Reloaded
Tomb Raider Reloaded es un juego arcade de acción desarrollado por Emerald City Games y publicado por CDE Entertainment para dispositivos móviles iOS y Android. Está basado en la serie Tomb Raider, el juego utiliza la representación clásica del personaje protagonista Lara Croft, partiendo de la presentación «más valiente» de la trilogía de reinicio de «Survivor» que comenzó con Tomb Raider en 2013. El título se lanzó entre 2020 y 2022 en algunos países seleccionados como un juego gratuito, con compras opcionales dentro de la aplicación, con un lanzamiento completo el 14 de febrero de 2023.
Existe una versión de Netflix que no cuenta con dichas compras opcionales, pero se requiere una suscripción de pago al servicio.

## Cómo se juega
Tomb Raider Reloaded es un video juego de disparos de arriba hacia abajo que se juega de manera similar al juego móvil Archero, convirtiéndose en uno de los pocos juegos de Tomb Raider que se juegan desde una perspectiva de arriba hacia abajo, como Tomb Raider: The Prophecy y los dos derivados de Lara Croft, Lara Croft y el Guardián de la Luz y Lara Croft y el Templo de Osiris.

## Premisa
Tomb Raider Reloaded es el tercer videojuego de la serie Tomb Raider que se basa en la búsqueda de la arqueóloga Lara Croft para descubrir el reino perdido de la Atlántida mediante la búsqueda de tres partes de un Artefacto Atlante conocido como Scion en tres países principales. Perú, Grecia y Egipto.

## Desarrollo del videojuego
El videojuego se anunció por primera vez en noviembre de 2020 para su lanzamiento en 2021 en iOS y Android, con el estudio canadiense Emerald City Games como estudio de desarrollo y publicado por Square Enix London Mobile. El desarrollador de la franquicia Crystal Dynamics no participó directamente en el juego, pero brindó asistencia para asegurar una «excelente experiencia de Tomb Raider». El juego se lanzó en el Sudeste Asiático, Tailandia y Filipinas en Google Play Store en mayo de 2021.
El 21 de julio se lanzó una actualización que incluía gráficos mejorados, más niveles, nueva música, correcciones de errores y más. El juego también agregó una nueva escena de apertura con la voz de Keeley Hawes, quien expresó por última vez a Lara Croft en Lara Croft y el templo de Osiris . El 15 de octubre, el director de Square Enix London Mobile, Ed Perkins, dijo que el juego se retrasó hasta 2022 y aclaró que no estaba destinado a vincularse directamente con la celebración oficial del 25.º aniversario de la franquicia Tomb Raider de Square Enix en 2021. Sin embargo, en el 25.º aniversario del lanzamiento de Tomb Raider en Sega Saturn en Europa el 28 de octubre, se reveló que Shelley Blond, Judith Gibbins y Jonell Elliott pondrían voz a Lara Croft en Reloaded, dando a los jugadores la opción de elegir entre sus voces como lanzar función exclusiva.
El videojuego se retrasó hasta su lanzamiento el 14 de febrero de 2023.
A partir de diciembre de 2023, DECA Games, una filial alemana de Embracer Group, asumió las responsabilidades de desarrollo del juego, en sustitución de Emerald City Games.

## Lanzamiento y actualizaciones
Tomb Raider Reloaded se lanzó según lo programado el 14 de febrero de 2023, con una versión de Netflix también disponible que brinda a los suscriptores de Netflix una experiencia de juego premium libre de anuncios y compras dentro de la aplicación.  Los jugadores que se preinscribieran en el juego antes de su lanzamiento mundial comenzarían el juego con pistolas doradas poco comunes.
La campaña del videojuego se lanzó inicialmente incompleta, con solo 9 capítulos disponibles para jugar en dos actos, uno en Perú y otro en Grecia, de acuerdo con la trama del material original. Una actualización del 12 de junio agregó un capítulo final para Grecia, ambientado en la tumba de Tihocan, para completar el segundo acto, al mismo tiempo que proporcionó un adelanto de tres capítulos adicionales ambientados en Egipto para el tercer acto de la historia.
La versión 1.4, que fue lanzada el 6 de septiembre, introduce un pequeño aspecto de competencia multijugador en el juego en forma de tablas de clasificación de eventos y ligas, al mismo tiempo que debilita las pistolas doradas al cambiar su habilidad adicional que se desbloquea en rareza épica o superior.
La versión 1.5, que fue lanzada el 7 de diciembre, agregó el primer capítulo de los tan esperados capítulos de Egipto. Además, se agregaron al juego nuevos atuendos de Doppelganger y Evening Dress.